# The Ataris
The Ataris is een Amerikaanse rockband uit Anderson, Indiana. De band is opgericht in 1995 en speelt ook andere genres waaronder emocore, poppunk, en punkrock.

## Biografie
The Ataris werd opgericht in 1995. De band bestond op dat moment enkel uit zanger Kristopher Roe en gitarist Jasin Thomason. Ze maakten een demo die meegegeven werd aan een roadie van een band waarna Kung Fu Records enkele weken later belde en liet weten dat ze hen wilden tekenen. Kung Fu Records zocht mee naar een drummer en ze vonden ex-Lagwagon-drummer Derrick Plourde. De band nam het debuutalbum Anywhere But Here op en liet die via Kung Fu Records uitgeven op 29 april 1997.

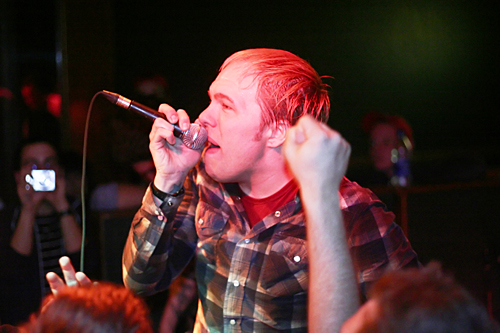
Kristopher Roe

Roe verhuisde in juni 1997 van Anderson naar Santa Barbara, Californië. Daar kwam Marko Desantis bij de band als bassist spelen. Jasin verliet de band omwille van de afstand. De band toerde tijdelijk met deze formatie maar ging daarna uit elkaar, waarop en Roe terug verhuisde naar Anderson. Er was echter nog een tour geboekt met Dance Hall Crashers en Unwritten Law, waardoor Roe de groep terug bij elkaar bracht. Mike Davenport werd de bassist. Hij deelde een repetitieruimte met Marco Peña en toen Roe en Davenport de drummer van zijn band hoorden, vroegen ze aan drummer Chris Knapp om bij The Ataris te komen spelen. Later zou ook Peña zelf als tweede gitarist voor The Ataris spelen, wat echter voor een korte periode was. Hij werd vervangen door Patrick Riley.
De band brak door in 1999 met de uitgave van het album Blue Skies, Broken Hearts...Next 12 Exits. Na dit album verliet Riley opnieuw de band en werd vervangen door Peña. In 2001 brachten de band het derde studioalbum End is Forever uit. Roe was echter niet tevreden met dit album omdat hij verkouden was tijdens de opnames van zijn zangpartijen.
In 2002 veranderde de bezetting opnieuw: John Collura verving Peña. Het contract met Kung Fu Records liep dit jaar ook ten einde en de band stapte over naar het grotere Columbia Records. Een jaar later, in maart 2003, bracht de band So Long, Astoria uit. Dit betekende de doorbraak naar een mainsteam publiek mede dankzij de singles "In This Diary" en "The Saddest Song". Hierna toerde de band voornamelijk maar door creatieve meningsverschillen verlieten Davenport en Knapp The Ataris. Davenport richtte de band Versus The World op en Knapp stopte met muziek maken.
Nieuwe leden waren Sean Hansen, Shane Chickeles en Paul Carbello. Ook Bob Haug en Angus Cooke kwamen bij de band spelen als tourleden. In 2005 begon de band met de opnames voor Welcome the Night. In 2006 verliet de band Columbia Records en begonnen de leden hun eigen label genaamd Isola Recordings. Dit in samenwerking met het Engelse Sanctuary Records. Op 20 februari 2007 kwam hun vierde studioalbum Welcome the Night uit. Naar aanleiding van de uitgave van het album speelde de band tours door de Verenigde Staten en Europa. Vier jaar later in 2010 werd de ep All Souls' Day & the Graveyard of the Atlantic uitgegeven via Paper + Plastic.

## Leden
- Kristopher Roe - zang, slaggitaar (1995-heden)
- Bryan Nelson - basgitaar (2008-2016)
- Thomas Holst - gitaar (2011-2016)
- Nick Turner - drums (2015-2016)

## Discografie
Albums
- Anywhere but Here (1997)
- Blue Skies, Broken Hearts...Next 12 Exits (1999)
- End is Forever (2001)
- So Long, Astoria (2003)
- Live at the Metro (2004)
- Welcome the Night (2007)

Ep's
- Look Forward to Failure (1998)
- All You Can Ever Learn is What You Already Know (2002)
- All Souls' Day & the Graveyard of the Atlantic (2010)
- October in This Railroad Earth (2016)

Splitalbums
- Hawaii 1985 (met Junglefish, 1996)
- Wrists of Fury (met Douglas, 2000)
- Let It Burn (met Useless ID, 2000)

Videoalbums
- Live at Capitol Milling (2003)